# Pedilochilus
Pedilochilus – rodzaj roślin z rodziny storczykowatych (Orchidaceae). Do tego rodzaju zaliczanych jest 35 gatunków. Rośliny występują na wyspach Archipelagu Bismarcka, na Nowej Gwinei, Wyspach Salomona oraz na Vanuatu.
Obrót roślinami tego rodzaju jest ograniczony, aby uniknąć wykorzystywania, które mogłoby doprowadzić do jego zagrożenia bądź wyginięcia

## Morfologia
Niewielkie epifityczne rośliny z podłużną łodygą z równo rozmieszczonymi pseudobulwami. Na każdej pseudobulwie jeden lub dwa liście. Kwiatostan smukły i wyrastający z bazy dorosłej pseudobulwy. Kilka kwiatów, białe, fiołkoworóżowe lub blado zielone. Prętosłup krótki i wygięty. Zalążnia prosta i dość krótka.

## Systematyka
Rodzaj sklasyfikowany do podplemienia Dendrobiinae w plemieniu Dendrobieae, podrodzina epidendronowe (Epidendroideae), rodzina storczykowate (Orchidaceae), rząd szparagowce (Asparagales) w obrębie roślin jednoliściennych.
Rośliny te włączane są także do rodzaju bulbofylum Bulbophyllum.
Wykaz gatunków
- Pedilochilus alpinus P.Royen
- Pedilochilus angustifolius Schltr.
- Pedilochilus brachiatus Schltr.
- Pedilochilus brachypus Schltr.
- Pedilochilus ciliolatus Schltr.
- Pedilochilus clemensiae L.O.Williams
- Pedilochilus coiloglossus (Schltr.) Schltr.
- Pedilochilus cyatheicola P.Royen
- Pedilochilus dischorensis Schltr.
- Pedilochilus flavus Schltr.
- Pedilochilus grandifolius P.Royen
- Pedilochilus guttulatus Schltr.
- Pedilochilus hermonii P.J.Cribb & B.A.Lewis
- Pedilochilus humilis J.J.Sm.
- Pedilochilus kermesinostriatus J.J.Sm.
- Pedilochilus longipes Schltr.
- Pedilochilus macrorhinus P.Royen
- Pedilochilus majus J.J.Sm.
- Pedilochilus montanus Ridl.
- Pedilochilus obovatus J.J.Sm.
- Pedilochilus oreadus P.Royen
- Pedilochilus papuanus Schltr.
- Pedilochilus parvulus Schltr.
- Pedilochilus perpusillus P.Royen
- Pedilochilus petiolatus Schltr.
- Pedilochilus petrophilus P.Royen
- Pedilochilus piundaundensis P.Royen
- Pedilochilus psychrophilus (F.Muell.) Ormerod
- Pedilochilus pumilio Ridl.
- Pedilochilus pusillus Schltr.
- Pedilochilus sarawaketensis P.Royen
- Pedilochilus stictanthus Schltr.
- Pedilochilus subalpinus P.Royen
- Pedilochilus sulphureus J.J.Sm.
- Pedilochilus terrestris J.J.Sm.